# MKS MOS Interpromex Będzin w sezonie 2004/2005

## Drużyna

### Sztab
| Pierwszy trener | Franciszek Mróz      |
| Drugi trener    | Wojciech Jaroszewski |
| Fizjoterapeuta  | Janusz Herpel        |

### Zawodnicy
| Nr | Imię i nazwisko       | Data ur.   | Wzrost | Pozycja      |
| -- | --------------------- | ---------- | ------ | ------------ |
| 1  | Andrzej Ciuba         | 1975       |        | przyjmujący  |
| 3  | Jacek Otto            | 1968       |        | rozgrywający |
| 4  | Marcin Czapla         | 04.01.1989 |        | przyjmujący  |
| 5  | Dawid Chałat          | 27.04.1986 |        | atakujący    |
| 6  | Damian Miller         | 30.07.1986 | 193    | przyjmujący  |
| 7  | Przemysław Potrawa    | 17.05.1982 |        | atakujący    |
| 8  | Zbigniew Syguła       | 1984       | 185    | przyjmujący  |
| 10 | Dariusz Syguła        | 03.04.1986 | 182    | rozgrywający |
| 11 | Bartosz Dzierżanowski | 05.09.1986 | 194    | środkowy     |
| 12 | Grzegorz Kosok        | 02.03.1986 | 205    | środkowy     |
| 13 | Tomasz Tomczyk        | 24.05.1986 | 200    | atakujący    |
| 15 | Kamil Krawczyk        | 26.02.1986 | 182    | libero       |
| 16 | Bartosz Flak          | 1984       |        | środkowy     |
| 17 | Albert Semeniuk       | 02.10.1967 | 198    | przyjmujący  |

## Transfery

### Przyszli
| Imię i nazwisko | Poprzedni klub        |
| --------------- | --------------------- |
| Albert Semeniuk | BBTS Bielsko-Biała    |
| Tomasz Tomczyk  | MOS Płomień Sosnowiec |
| Damian Miller   | MOS Płomień Sosnowiec |
| Andrzej Ciuba   | Hilcus Olkusz         |

### Odeszli
| Imię i nazwisko | W klubie od | Nowy klub |
| --------------- | ----------- | --------- |
| Karol Świerczek | 2003        |           |
| Maciej Ryłko    | 2003        |           |
| Paweł Cała      | 2003        |           |

## Rozgrywki

### Liga

#### Runda zasadnicza
| Data       | Przeciwnik             | Wynik                                   | Miejsce              |
| ---------- | ---------------------- | --------------------------------------- | -------------------- |
| 09.10.2004 | Energetyk Jaworzno     | 1:3 (27:29, 14:25, 25:23, 16:25)        | Hala Łagisza, Będzin |
| 16.10.2004 | MKS Andrychów          | 2:3 (25:16, 25:21, 23:25, 23:25, 10:15) | Andrychów            |
| 23.10.2004 | Cukrownik Lublin       | 3:1 (32:30, 25:14, 18:25, 25:20)        | Hala Łagisza, Będzin |
| 06.11.2004 | KS AZS Rafako Racibórz | 2:3 (18:25, 25:18, 25:18, 14:25, 12:15) | Racibórz             |
| 13.11.2004 | Błękitni Ropczyce      | 3:0 (25:22, 25:21, 25:22)               | Hala Łagisza, Będzin |
| 20.11.2004 | SMS PZPS II Spała      | 3:0 (25:22, 25:22, 26:24)               | Hala Łagisza, Będzin |
| 27.11.2004 | Okocimski Brzesko      | 3:2 (23:25, 25:23, 19:25, 25:18, 15:12) | Brzesko              |
|            |                        |                                         |                      |
| 04.12.2004 | Energetyk Jaworzno     | 2:3 (17:25, 20:25, 25:15, 25:20, 15:11) | Hala MCKiS, Jaworzno |
| 11.12.2004 | MKS Andrychów          | 3:1 (25:19, 25:19, 21:25, 25:14)        | Hala Łagisza, Będzin |
| 18.12.2004 | Cukrownik Lublin       | 3:1 (25:22, 17:25, 30:32, 26:24, 15:11) | Lublin               |
| 08.01.2005 | Rafako Racibórz        | 3:0 (25:22, 25:16, 25:16)               | Hala Łagisza, Będzin |
| 15.01.2005 | Błękitni Ropczyce      | 1:3 (25:20, 21:25, 13:25, 14:25)        | Ropczyce             |
| 22.01.2005 | SMS PZPS II Spała      | 0:3 (23:25, 23:25, 14:25)               | Spała                |
| 29.01.2005 | Okocimski Brzesko      | 3:2 (22:25, 22:25, 25:19, 25:17, 15:10) | Hala Łagisza, Będzin |

#### Play-off
| Data       | Przeciwnik         | Wynik                            | Miejsce              |
| Półfinały  | Półfinały          | Półfinały                        | Półfinały            |
| ---------- | ------------------ | -------------------------------- | -------------------- |
| 12.02.2005 | Cukrownik Lublin   | 3:1 (21:25, 25:22, 25:19, 25:18) | Lublin               |
| 13.02.2005 | Cukrownik Lublin   | 3:1 (26:28, 25:16, 25:19, 25:23) | Lublin               |
| 19.02.2005 | Cukrownik Lublin   | 3:1 (25:20, 25:21, 22:25, 25:13) | Hala Łagisza, Będzin |
| Finały     |                    |                                  |                      |
| 19.03.2005 | Energetyk Jaworzno | 1:3 (19:25, 19:25, 25:20, 23:25) | Hala MCKiS, Jaworzno |
| 20.03.2005 | Energetyk Jaworzno | 0:3 (16:25, 18:25, 12:25)        | Hala MCKiS, Jaworzno |
| 26.03.2005 | Energetyk Jaworzno | 0:3 (19:25, 19:25, 16:25)        | Hala Łagisza, Będzin |

### Puchar Polski
| Data          | Przeciwnik         | Wynik         | Miejsce              |
| runda wstępna | runda wstępna      | runda wstępna | runda wstępna        |
| ------------- | ------------------ | ------------- | -------------------- |
| 08.09.2004    | Energetyk Jaworzno | 0:3           | Hala Łagisza, Będzin |

### Bilans spotkań
| Rozgrywki        | Ogólnie | Ogólnie | Ogólnie | Ogólnie | Ogólnie | U siebie | U siebie | U siebie | U siebie | U siebie | Na wyjeździe | Na wyjeździe | Na wyjeździe | Na wyjeździe | Na wyjeździe | Miejsce |
| Rozgrywki        | R       | W       | P       | Sety    | Sety    | R        | W        | P        | Sety     | Sety     | R            | W            | P            | Sety         | Sety         | Miejsce |
| ---------------- | ------- | ------- | ------- | ------- | ------- | -------- | -------- | -------- | -------- | -------- | ------------ | ------------ | ------------ | ------------ | ------------ | ------- |
| runda zasadnicza | 14      | 8       | 6       | 32      | 25      | 7        | 6        | 1        | 19       | 7        | 7            | 2            | 5            | 13           | 18           | 3.      |
| play-off         | 6       | 3       | 3       | 10      | 12      | 2        | 1        | 1        | 3        | 4        | 4            | 2            | 2            | 7            | 8            | 2.      |
| puchar           | 1       | 0       | 1       | 0       | 3       | 1        | 0        | 1        | 0        | 3        | 0            | 0            | 0            | 0            | 0            | r.w.    |
| Razem            | 21      | 11      | 10      | 42      | 40      | 10       | 7        | 3        | 22       | 14       | 11           | 4            | 7            | 20           | 26           |         |